# Begoña (metropolitana di Madrid)
Begoña è una stazione della linea 10 della metropolitana di Madrid.
Si trova sotto al Paseo de la Castellana a metà strada tra la Colonia Virgen de Begoña e l'ospedale universitario La Paz, tra i distretti di Chamartín e Fuencarral-El Pardo.

## Storia
La stazione è stata inaugurata il 9 giugno 1982 come parte dell'antica linea 8, assieme al tratto compreso tra la stazione di Nuevos Ministerios e Fuencarral, passando a far parte della linea 10 il 22 gennaio 1998.

## Accessi
Vestibolo La Paz
- Ciudad Sanitaria La Paz Paseo de la Castellana, s/n (angolo con Calle Arzobispo Morcillo)

Vestibolo Begoña Aperto dalle 6:00 alle 21:40
- San Modesto Calle San Modesto, 10